# Polygala compacta
Polygala compacta är en jungfrulinsväxtart som beskrevs av Joseph Nelson Rose. Polygala compacta ingår i släktet jungfrulinssläktet, och familjen jungfrulinsväxter. Inga underarter finns listade i Catalogue of Life.